# Kune
Kune (znanstveno ime Mustelidae) so med družinami zveri najbolj raznovrstna in najštevilčnejša družina. Poznamo talne kune (npr. skunke), plezalce (npr. kune), kopače (jazbece) in delno ali povsem vodne vrste (minki in vidre). Kljub vsej pestrosti jim je skupno dolgo telo na kratkih okončinah.

## Razširjenost
Živijo v Evraziji, Afriki in Ameriki. Večina vrst je vezanih na gozd in grmičevje, srečamo pa jih tudi drugje.

## Opis vrst
Raznovrstnost v telesni zgradbi telesa se kaže tudi v prehranjevalnih navadah. Napadalne in živahne kune obvladajo plen, ki je večji od njih. Nekatere vidre lovijo ribe, nekatere pa z občutljivimi rokami ob jezerskem bregu nabirajo školjke. Kune lovijo na drevju, njihov plen pa so veverice in ptice.
Pri samicah se zrela jajčeca ne sproščajo samodejno, temveč ob parjenju, ki lahko traja 2 uri. Pri mnogih parih oplojena jajčeca najprej mirujejo in se šele po ugodnih razmerah ugnezdijo na steno maternice. Čeprav traja brejost le 1–2 meseca, pa lahko mine od oploditve do poroda več kot leto dni.

### Kuna zlatica
Kuna zlatica (Martes martes) je dolga od 40 do 55 cm. Njen rep je zelo košat, meri pa do 28 cm. Odrasla žival tehta od 900 do 2000 g. Je kostanjeve do temnorjave barve. Vrat in prsa pa ima svetlo do oranžnorumena. Ima dokaj okroglo glavo z velikimi uhlji. Je izvrstna plezalka, lovi pa tudi na tleh.
Kuna zlatica živi v vseh vrstah gozdov, v gorah pa do drevesne meje. Dejavna je predvsem ponoči in je samotarska žival.
Hrani se z glodavci, pticami, žuželkami in gozdnimi sadeži.
Zaradi mirovanja zarodka traja brejost 9 mesecev. Samica aprila skoti 3–5 slepih mladičev, ki po 5 tednih spregledajo. Po 8–10 tednih se učijo plezati, pozno poleti pa postanejo samostojni. Kuna zlatica ima kožuh gost, mehak in sijajen, zgoraj rumenkasto do temno kostanjevo rjav. Po gobcu, čelu in licih je svetlo rjav, po bokih in po trebuhu rumenkast, po nogah črno rjavo senčen. Pod vratom je kožuh zlato rumen, včasih tudi samo belkasto rumen vendar nikoli ni ta lisa tako globoko razcepljena kot pri kuni belici. Njeno telo je dolga približno od 50 do 55 cm in njen rep povprečno meri okoli 30 cm.

### Kuna belica
Kuna belica (Martes foina) ima sorazmerno kratek trup. Noge so dolge, klinasta glava pa je dokaj široka. Sivo rjav kožuh ima na prsih belo rjavo liso. Dolga je od 42 cm do 48 cm. Njen rep je dolg 26 cm. Tehta pa približno 1,5 kg do 2,5 kg.
Zavetje si poišče v skalni razpoki, drevesni duplini ali zapuščenem brlogu. Ozemlje si s površino do 80 ha označi z iztrebki. Kuna belica živi v vseh vrstah gozdov, v gorah pa do drevesne meje. Dejavna je predvsem ponoči in je samotarska žival.
Hrani se z glodavci, pticami, žuželkami in gozdnimi sadeži.
Brejost traja 30 dni,vendar se oplojene jajčne celice ugnezdijo šele 230–275 dni po parjenju. V leglu so 3–4 mladiči.

### Harza
Harza (pisana kuna, Martes flavigula) je podobna kuni zlatici, vendar je večja, ima daljšo dlako in bolj košat rep. Kožuh je temno rjav na prsih pa ima rumeno liso. Dolga je 48–70 cm in njen rep je dolg 35–45 cm. Tehta pa 1–5 kg.
Zavetje si poišče v skalni razpoki, drevesni duplini ali zapuščenem brlogu. Ozemlje si s površino do 80 ha označi z iztrebki. Kuna belica živi v vseh vrstah gozdov, v gorah pa do drevesne meje. Dejavna je predvsem ponoči in je samotarska žival.
Hrani se z glodavci, pticami, žuželkami in plodovi.
Brejost traja 30 dni,vendar se oplojene jajčne celice ugnezdijo šele 230–275 dni po parjenju. V leglu so 3–4 mladiči.

### Sobolj
Sobolj (Martes zibellina) je dolg od 32 do 46 cm, njegov rep pa je dolg 14–18 cm. Tehta od 0,9 do 2 kg. Kožuh je rjavo črn, svetlejša prsna lisa pa je slabo izražena. V primerjavi z drugimi kunami ima daljše noge in bolj košat rep, ostre kremplje pa lahko nekoliko vpotegne.
Dejaven je na gozdnih tleh. Živi v gnezdu v zapuščenem brlogu, poleg gnezda pa ima tudi več začasnih zatočišč.
Hrani se z majhnimi živalmi in plodovi.
Brejost traja 30 dni, vendar se oplojene jajčne celice ugnezdijo šele 230–275 dni po parjenju. V leglu so 3–4 mladiči.

## Kune v Sloveniji
Najbolj znani vrsti na Slovenskem sta kuna belica z belo liso na prsih (Martes foina) in kuna zlatica z rumeno liso na prsih (Martes martes).

## Klasifikacija družine Mustelidae
Družina Mustelidae obsega 55 vrst v 24 rodovih.
- Poddružina Lutrinae (vidre)
  - Rod Amblonyx
  - Rod Aonyx
  - Rod Enhydra (morska vidra)
  - Rod Lontra
  - Rod Lutra (vidra)
  - Rod Lutrogale
  - Rod Pteronura
- Poddružina Melinae (jazbeci starega sveta)
  - Rod Arctonyx
  - Rod Meles (evrazijski jazbec)
  - Rod Melogale
- Poddružina Mellivorinae (medarski jazbeci)
  - Rod Mellivora
- Poddružina Taxideinae (jazbeci)
  - Rod Taxidea (ameriški jazbec)
  - Rod Chamitataxus (izumrli)
- Poddružina Mustelinae (kune, podlasice, rosomahi, dihurji)
  - Rod Eira
  - Rod Ekorus (izumrli)
  - Rod Galictis
  - Rod Gulo (rosomah) z eno vrsto
  - Rod Ictonyx
  - Rod Lyncodon
  - Rod Martes
  - Rod Mustela
  - Rod Poecilogale
  - Rod Vormela
  - Rod Eira